# The Service Star
The Service Star er en amerikansk stumfilm fra 1918 af Charles Miller.

## Medvirkende
- Madge Kennedy - Marily March
- Clarence Oliver - John Whitney Marshall
- Maude Turner Gordon
- Mabel Ballin - Gwendolyn Plummer
- Victory Bateman - Aunt Judith